# Carlos Francisco da Costa
O Monsenhor Carlos Francisco da Costa (Lisboa, São Vicente de Fora, 4 de junho de 1866 – Lourdes, França, 14 de setembro de 1941) foi um sacerdote católico português.
Fez os estudos eclesiásticos com distinção no Seminário Patriarcal de Santarém, e aí foi ordenado presbítero em 7 de julho de 1895, por D. José Sebastião de Almeida Neto, Cardeal-Patriarca de Lisboa.
Entre 1895 e 1906, desempenhou o cargo de pároco da Graça (Santo André e Santa Marinha), em Lisboa. Enquanto pároco, envidou esforços na renovação da igreja e levou a cabo importantes trabalhos dando marcada preferência a artistas portugueses; deve-se a ele a encomenda do novo órgão do coro daquele templo ao organeiro Augusto Joaquim Claro, de Braga. Depois de pároco da Graça, foi Secretário da Câmara e da Cúria Patriarcal de Lisboa. Neste último papel, fez parte da comissão que examinou e identificou os restos mortais de Nuno Álvares Pereira, na altura no Mosteiro de São Vicente de Fora, confrontando-os com o descrito nos anteriores autos de trasladação de 1768.
Em maio de 1902, em visita a Roma, foi agraciado com o título honorífico de monsenhor na qualidade de prelado doméstico do Papa Leão XIII.
Após a Implantação da República Portuguesa em 1910, sofreu perseguição no clima anticlerical da Primeira República Portuguesa, tendo sido acusado de "[ter], no dia 10 de junho de 1912, ido de automóvel a Alcoentre, distribuindo pelo caminho escritos de incitamento ao crime previsto no artigo 1.º da lei de 30 de abril de 1912", e condenado a pena, à revelia, a 26 de abril de 1913. Não chegou a cumpri-la por se encontrar no Santuário de Lourdes, em França, de onde foi prevenido de que não regressasse à pátria.
Viveu o resto da sua vida em França, desempenhando o papel de mestre de cerimónias em Lourdes; aí morreu em 1941, e foi a sepultar no cimetière de l'Egalité daquela cidade, no jazigo dos padres.